# Remerschen
Remerschen (Luxemburgs: Rëmerschen, of lokaal Riemëschen) is een dorp in de gemeente Schengen en het kanton Remich in Groothertogdom Luxemburg.
In 2005 telde Remerschen ongeveer 650 inwoners. Tot 3 september 2006 was het dorp de naamgever van de gemeente. Op diezelfde dag werd beslist de gemeente voortaan Schengen te noemen omdat die kern intussen belangrijker en bekender was geworden door de akkoorden van Schengen.
Remerschen ligt tussen de wijngaarden nabij de Moezel en is bekend om de pinot blancs die er worden geproduceerd.